# Кремлёвский проезд
Кремлёвский прое́зд — московская улица в Китай-городе между Манежной и Красной площадями. Относится к Тверскому району.

## История
Название получил в связи с расположением близ Кремля. В 1910—1917 годах — Забелинский проезд, в память историка Ивана Егоровича Забелина, первого руководителя Исторического музея. Проезд образовался в 1816—1820 годах после заключения в трубу Неглинной и сноса небольшого участка Китайгородской стены.

## Описание

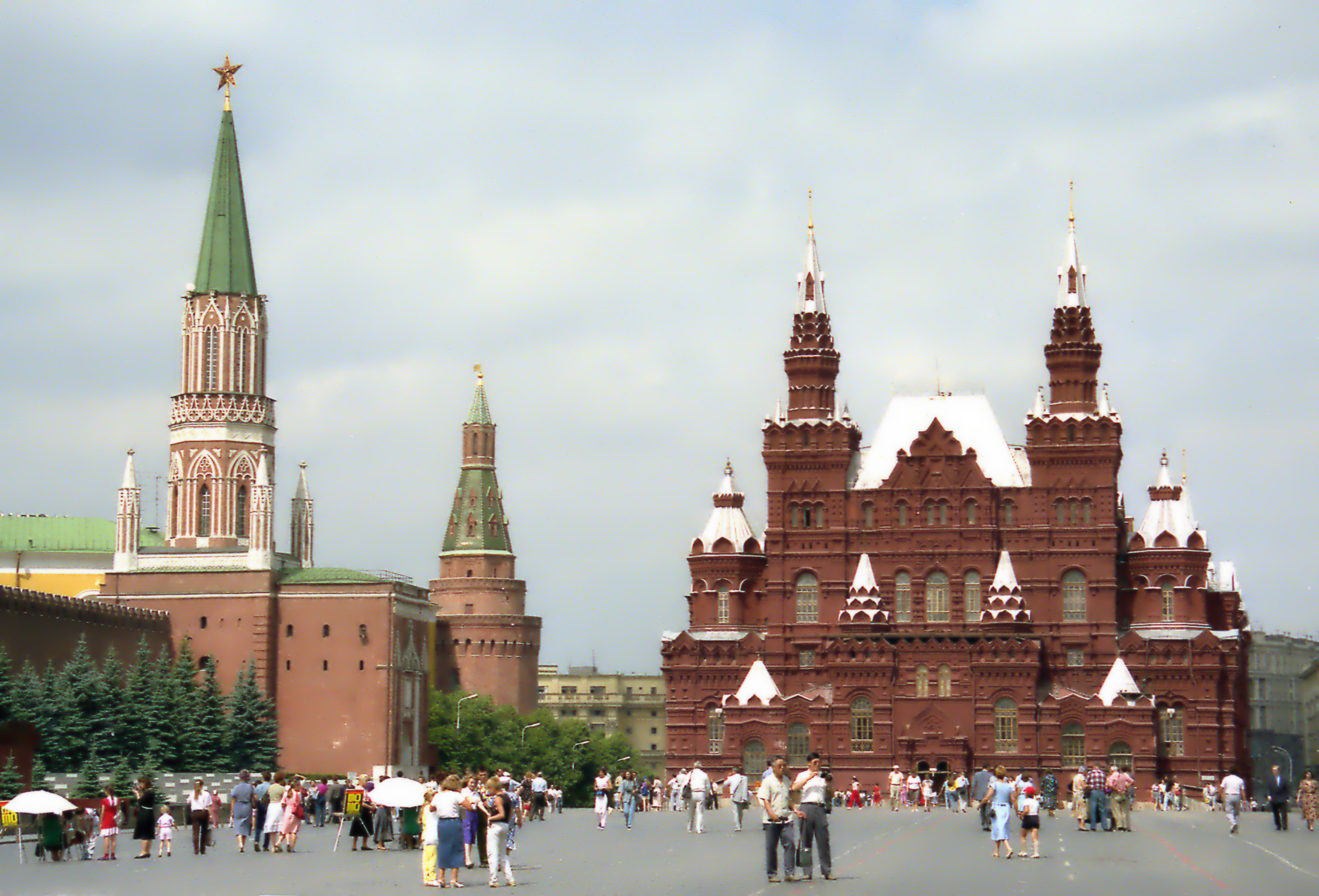
Вид с Красной площади

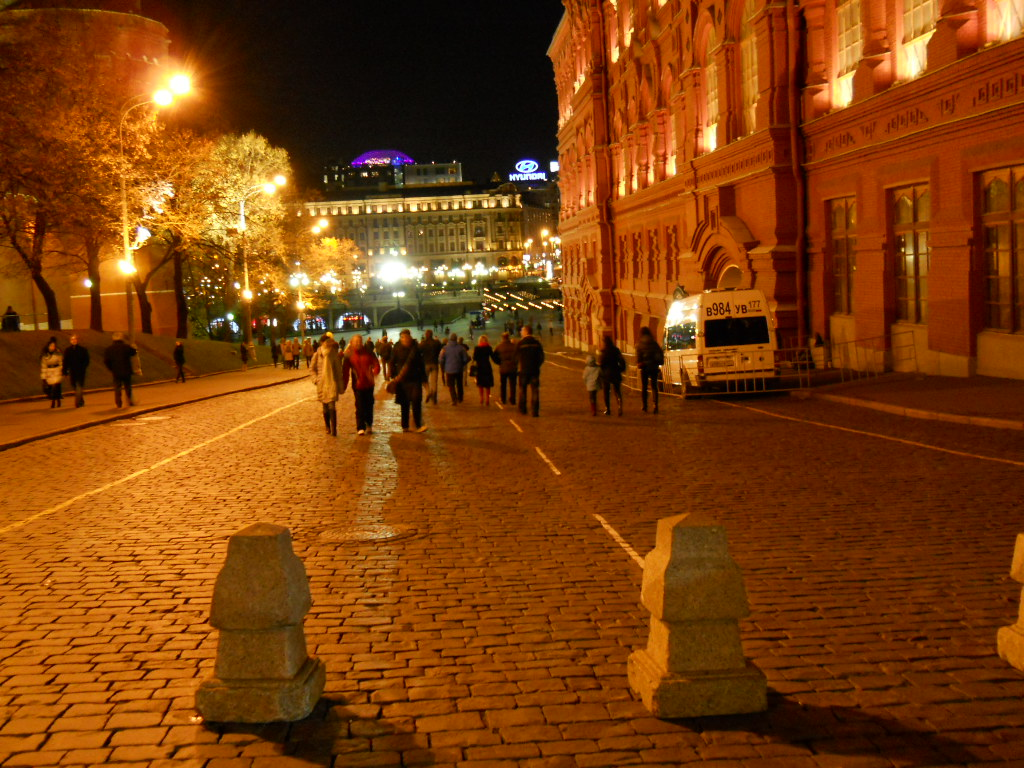
Вид на Кремлёвский проезд от Красной площади

Кремлёвский проезд соединяет Манежную площадь с Красной площадью и проходит между Кремлёвской стеной и зданием Исторического музея параллельно проезду Воскресенские Ворота.